# 1-Октен
1-окте́н (1-октилен; 1-каприлен) (С8Н16; СН3—(СН2)5—СН=СН2) — це ненасичений вуглеводень, алкен, олефін, безбарвна рідина з характерним запахом.

## Фізичні властивості
Молекулярна маса — 112,2 г/моль
Температура кипіння: 121 °C;
Температура плавлення: −102 °C;
Відносна густина (вода = 1): 0.7;
Показник заломлення n25
D 1.4080;
В'язкість η25 0.487 мПа·с;
Розчинність у воді: не розчиняється;
Тиск пари, кПа за 38 °C: 4.8;
Відносна густина пари (повітря = 1): 3.9;
Відносна густина суміші пар / повітря за 20 °C (повітря = 1): 1.05;
Температура спалаху: 21 °C;
Температура самозаймання: 230 °C;
Межі вибуховості, об'єм % у повітрі: 0.7-3.9.

## Отримання
В промисловості 1-октен синтезують двома основними шляхами: олігомеризацією етилену та синтезом Фішера-Тропша з подальшим очищенням. Інший шлях отримання 1-октену, який використовується промисловістю в невеликих масштабах - це дегідратація спиртів. До 1970-х років отримували октени шляхом термічного крекінгу воску, лінійні октени  шляхом хлорування/дегідрохлорування лінійних алканів.

## Використання
Використовується у виробництві синтетичних мастил і як сомономер в процесі отримання лінійного поліетилену низької густини, а також як проміжний продукт у виробництві оксоспиртів — компонента сировини для отримання лінійних пластифікаторів.

## Небезпека використання

### Фізична небезпека
Пара добре змішується з повітрям, легко утворює вибухові суміші. В результаті витікання, перемішування тощо можуть утворитися електростатичні заряди.

### Хімічна небезпека
1-октен може утворювати вибухонебезпечні перекиси. Реагує бурхливо з сильними окислювачами. Реагує з кислотами.

### Вплив на організм людини
1-октен може всмоктуватися в організм при вдиханні пари і через рот; може чинити вплив на нервову систему. Вплив може викликати помутніння свідомості. Повторний або тривалий контакт зі шкірою може викликати дерматит. Рідина знежирює шкіру.